# Religioni in Moldavia
Il cristianesimo è la religione più diffusa in Moldavia. Secondo i dati del censimento del 2014, i cristiani rappresentano circa il 92,7% della popolazione e sono in maggioranza ortodossi; lo 0,1% circa della popolazione segue altre religioni, lo 0,3% della popolazione non segue alcuna religione e il 6,9% della popolazione non specifica la propria fede religiosa. Stime dell'Association of Religion Data Archives (ARDA) riferite al 2015 danno i cristiani al 99,8% della popolazione, i musulmani allo 0,1% della popolazione, coloro che seguono altre religioni allo 0% circa e coloro che non seguono alcuna religione allo 0,1% circa.
La costituzione riconosce la libertà relig
iosa e proibisce le discriminazioni religiose e l'incitamento all'odio religioso. I diritti religiosi possono essere limitati solo per assicurare l'ordine pubblico, la salute e la moralità pubblica. La legge riconosce il ruolo della Chiesa ortodossa moldava nella storia nazionale del Paese. Le organizzazioni religiose devono registrarsi se vogliono godere di agevolazioni. Le organizzazioni registrate possono ottenere esenzioni fiscali, possedere e gestire proprietà, gestire conti in banca, ricevere fondi governativi, produrre e importare materiale religioso, assumere impiegati. Le organizzazioni non registrate possono praticare liberamente il culto, ma non possono godere dei benefici delle associazioni registrate. Nelle scuole pubbliche è previsto l'insegnamento della religione, ma i corsi sono opzionali e vengono attivati su richiesta dei genitori degli alunni. I corsi di religione possono essere soltanto di due tipi: uno basato sulla religione ortodossa e cattolica e l'altro sulla religione protestante, evangelica e avventista.

## Religioni presenti

### Cristianesimo
Fra i cristiani moldavi, gli ortodossi sono in maggioranza e rappresentano il 90,1% della popolazione. Le altre confessioni cristiane rappresentano il 2,6% della popolazione e sono così suddivise: i protestanti rappresentano l'1,8% circa della popolazione, i cattolici lo 0,1% della popolazione e i cristiani di altre denominazioni lo 0,7% circa della popolazione.
La Chiesa ortodossa è rappresentata in Moldavia principalmente dalla Chiesa ortodossa moldava; in misura minore è presente la Chiesa ortodossa romena. Nel Paese è presente anche un piccolo gruppo di seguaci della Chiesa ortodossa dei Vecchi credenti.
La Chiesa cattolica è presente in Moldavia con la diocesi di Chisinau, che comprende tutto il territorio del Paese ed è immediatamente soggette alla Santa Sede.
La maggiore denominazione protestante presente in Moldavia è la Chiesa evangelica battista in Moldavia, espressione del movimento battista. Nel Paese sono inoltre presenti pentecostali, luterani (rappresentati dalla Chiesa evangelica luterana nella Repubblica di Moldavia), avventisti del settimo giorno e altri gruppi evangelicali.
Fra i cristiani di altre denominazioni, sono presenti i Testimoni di Geova e la Chiesa di Gesù Cristo dei Santi degli Ultimi Giorni (i Mormoni).

### Altre religioni
In Moldavia sono presenti musulmani, ebrei, induisti, buddhisti, bahai e piccoli gruppi che seguono i nuovi movimenti religiosi.